# Alaköprü-Talsperre
Die Alaköprü-Talsperre (türkisch Alaköprü Barajı) ist eine in Bau befindliche Talsperre in der südlichen Türkei, in der Provinz Mersin etwa 12 km nördlich der Stadt Anamur. Aus dem entstehenden Stausee sollen nach Fertigstellung mittels einer Pipeline bis zu 75 Mio. m³ Süßwasser pro Jahr über eine Entfernung von mehr als 100 km durch das Mittelmeer nach Nordzypern geleitet werden.

## Entwicklung
Das Konzept einer Süßwasserversorgung Nordzyperns von der Türkei aus entstand bereits in den 1990er-Jahren. Zunächst hatte es einen Plan gegeben, das Trinkwasser nicht per Pipeline, sondern mittels riesiger, durch Schlepper gezogener Säcke über das Meer zu befördern, ähnlich wie beim Manavgat-Wasser-Projekt (Manavgat suyu projesi). Dieser Plan wurde aber bereits nach wenigen Jahren wegen technischer Bedenken verworfen.
Bereits 1998 wurde das Konzept auf einen Transport per Pipeline geändert und es wurde ein entsprechender Plan entworfen. Der Beschluss für den Bau der Talsperren und der Pipeline wurde im Juli 2010 durch einen bilateralen Vertrag zwischen der Türkei und Nordzypern verbindlich verabschiedet.
Einen Informationsabend für die Anwohner gab es am 28. Oktober 2010, doch trotz des Widerstandes der betroffenen Bewohner erfolgte der Bau.
Die Grundsteinlegung erfolgte am 7. März 2011 im Beisein des türkischen Ministerpräsidenten Erdoğan und des nordzyprischen Ministerpräsidenten Küçük sowie der türkischen Minister Çiçek, Günay und Eroğlu. Begleitet wurden die Feierlichkeiten von Protesten auf Zypern. Die Gegner befürchten, das Projekt solle Nordzypern wirtschaftlich von der Türkei abhängig machen und den türkischen Einfluss auf Zypern verstärken. Die vermehrte Bindung des Nordens an die Türkei verstärke somit den Zypernkonflikt und stehe einer möglichen Einheit Zyperns entgegen.

## Technisches Konzept

### Talsperre
Nördlich von Anamur, an der Südseite der Taşeli-Hochebene im Taurusgebirge, liegt ein ausgedehntes Talbecken, in welchem sich mehrere Gebirgsbäche zum Dragon-Fluss (türk. Dragon Çayı), auch Anamur-Fluss (türk. Anamur Çayı) genannt, vereinigen. Das Einzugsgebiet erstreckt sich etwa von 36° 00' bis 36° 30' nördlicher Breite und von 32° 30' bis 33° 00' östlicher Länge, insgesamt mehr als 200 Quadratkilometer. Etwa 12 km nordöstlich von Anamur tritt der Dragon-Fluss durch eine Engstelle; hier soll die Talsperre errichtet werden. Benannt wurde sie nach der Brücke Alaköprü (türk., Bunte Brücke), die wenige hundert Meter weiter südlich liegt.
Durch den entstehenden Stausee werden die im Talbecken gelegenen Dörfer Akine, Ormancık und Sarıağaç teilweise überflutet. Für die meisten ehemaligen Bewohner wurde am Fuße des Staudammes an der Straße Ermenek – Anamur ein zweckmäßiges Retortendorf errichtet. Die historische Brücke Alaköprü, welche im 13. Jahrhundert von den Karamaniden erbaut wurde, ist von der Überflutung selbst nicht betroffen, da sie flussabwärts liegt.

### Leitung nach Zypern
Das gesammelte Süßwasser wird über eine Pipeline mit einem Durchmesser von 1,6 Meter bis zum Ufer des Mittelmeeres geleitet. Durch das Meer, das an dieser Stelle bis zu 1400 m tief ist, verläuft die Pipeline etwa 250 m unter dem Wasserspiegel. Da sowohl das Material der Pipeline (HDPE) als auch das Süßwasser darin leichter ist als das umgebende Salzwasser des Meeres, musste die Pipeline mit Stahlseilen am Meeresgrund verankert werden, um zu verhindern, dass die Pipeline zur Oberfläche aufschwimmt.
Auf Zypern angekommen, wird das Wasser über ein Pumpwerk zur Zwischenspeicherung in die Geçitköy-Talsperre nahe Kyrenia (Girne) geleitet, deren Fertigstellung im März 2014 erfolgte. Von hier soll das Wasser weiter verteilt werden, wobei etwa 15 % in einem Wasserwerk nahe Lefkosa zu Trinkwasser aufbereitet werden, die restlichen 85 % der landwirtschaftlichen Bewässerung der Mesarya-Ebene dienen sollen.